# Merciless (album)
Merciless – czwarty studyjny album szwedzkiej grupy deathmetalowej Merciless. Wydawnictwo ukazało się 29 września 2003 roku nakładem wytwórni muzycznej Black Lodge Records.

## Lista utworów
1. „Cleansed By Fire” – 3:13
2. „Violent Obsession” – 4:41
3. „Cold Eyes of Grey” – 3:08
4. „Human Waste” – 3:13
5. „Burn All the Way” – 2:31
6. „Unearthly Salvation” – 3:56
7. „Painless End” – 2:16
8. „Mind Possession” – 4:40
9. „Fallen Angels Universe” – 3:11
10. „In Your Blood” – 6:51

## Twórcy
- Erik Wallin – gitara elektryczna
- Roger "Rogga" Pettersson – wokal
- Peter Stjärnvind – perkusja
- Fredrik Karlén – gitara basowa
- Jörgen Sandström[1] – wokal wspierający w utworze "Cleansed by fire"